# Acrobolbia
Acrobolbia (лат.) — род пластинчатоусых жуков из подсемейства Dynastinae. Венесуэла, Перу, Эквадор.

## Описание
Среднего размера жуки (около 2 см). Усики 10-члениковые. Основная окраска чёрная (бёдра красновато-коричневые). От близких родов отличается следующими признаками: вершины голеней средних и задних ног кроме шпор ещё и с острыми зубцами, у самцов крупные округлые сенсиллы на булаве усиков. A. macrophylla был описан в 1912 году (Ohaus, 1912) по единственному самцу из Перу и первоначально классифицирован в подтрибу Areodina (Rutelinae: Rutelini). Позднее тот же исследователь (Ohaus, 1918) поместил род в собственную подтрибу Acrobolbiina внутри Rutelini. Описанный позднее вид Acrobolbia triangularis чаще трактуется в качестве синонима или вариации первого вид. Самцы отличаются увеличенными передними ногами и крупными коготками. 

### Типовой вид
- Acrobolbia macrophylla Ohaus, 1912